# الخطوط الجوية الصينية

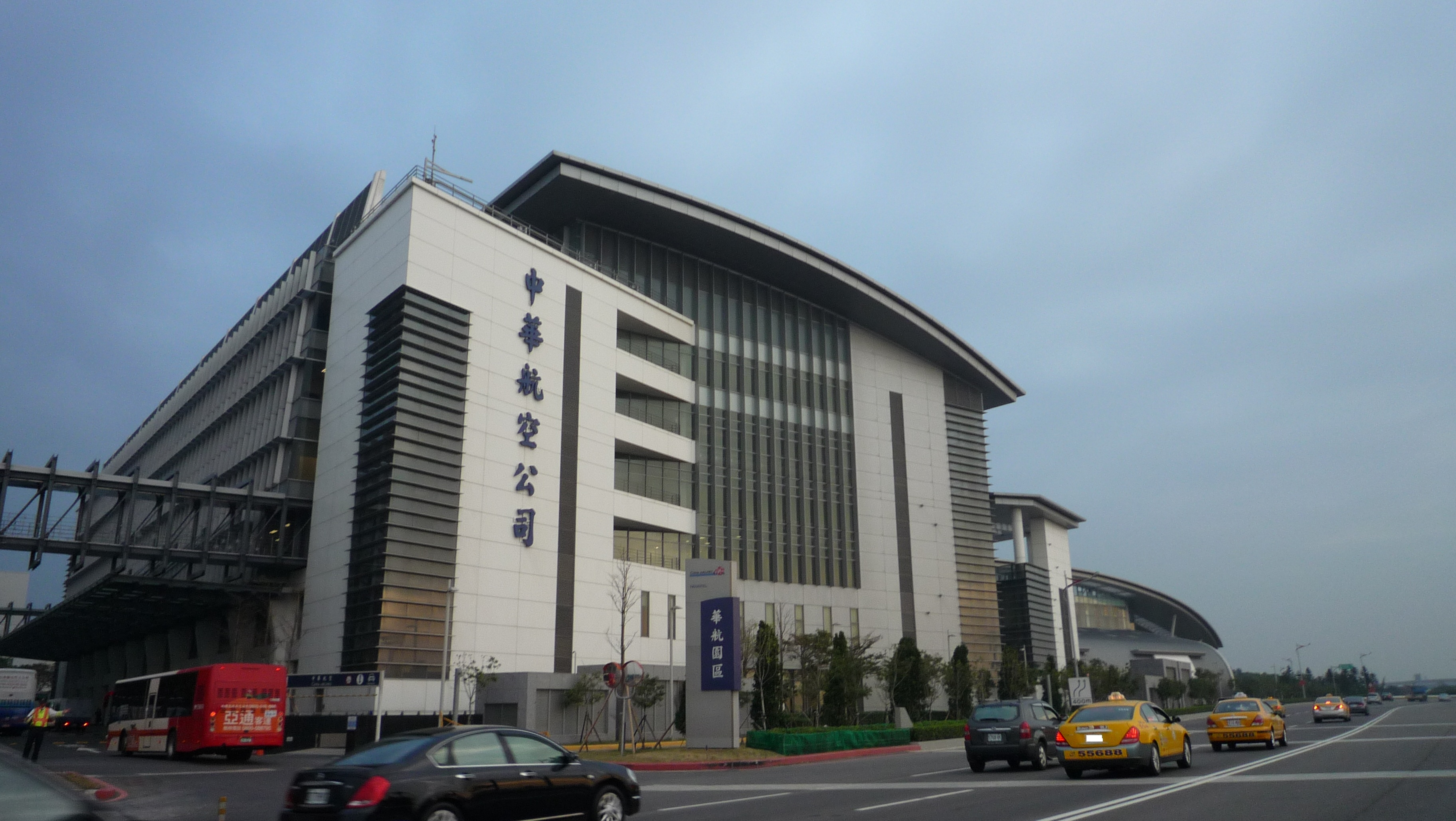
CAL Park, China Airlines headquarters

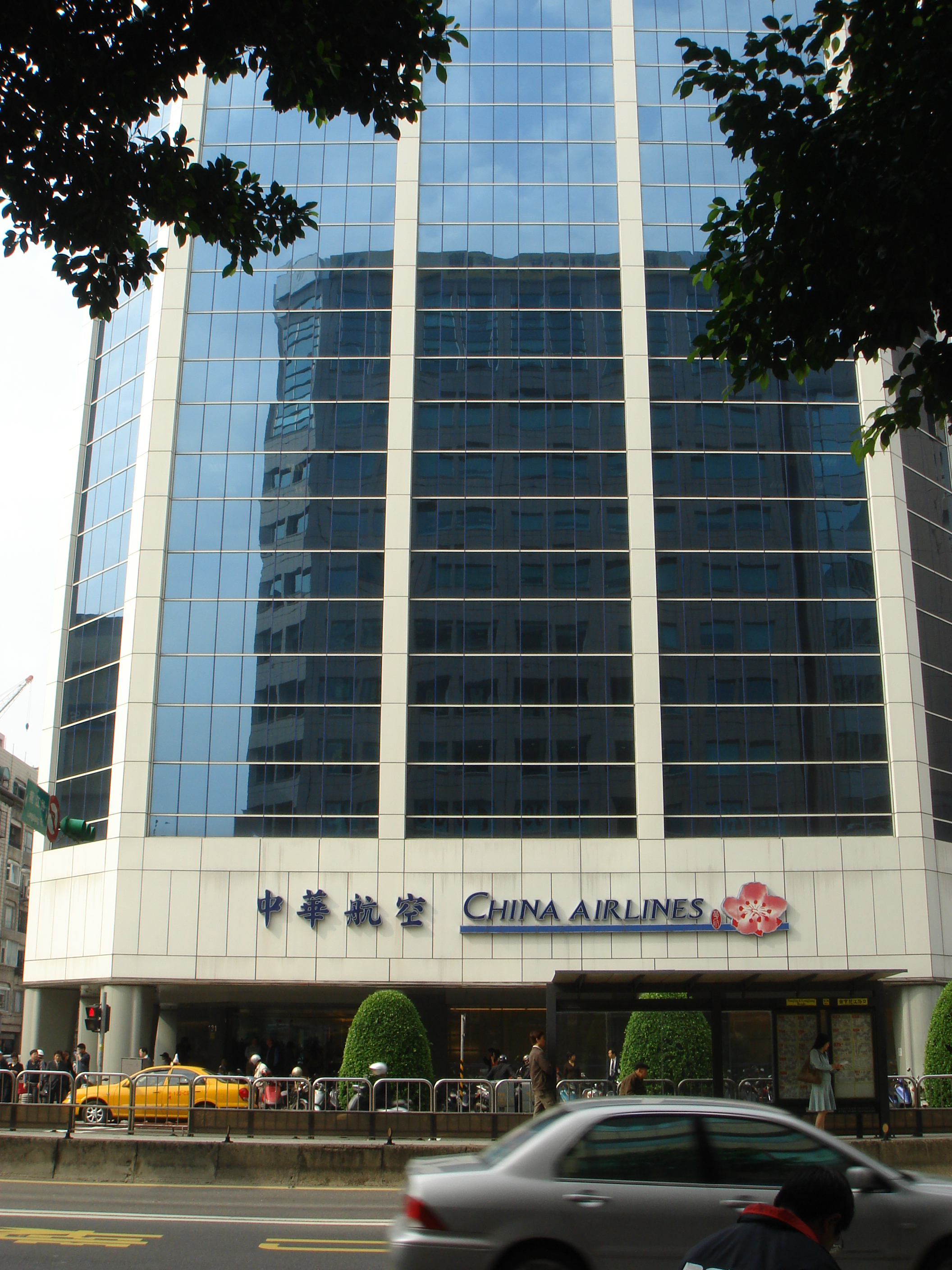
المقر السابق "شركة الخطوط الجوية الصينية" في تايبيه

الخطوط الجوية الصينية (بالصينية: 中華航空) و(بالإنجليزية: China Airlines) هي شركة الطيران الوطنية التايوانية، تأسست سنة 1959، يقع المقر الرئيسي للشركة في العاصمة تايبيه، وهي شركة من ضمن الشركات التابعة مؤسسة الصين القابضة لتطوير الطيران. تقدم الخطوط الجوية الصينية خدماتها لأكثر من 102 وجهة في آسيا وأوروبا وأمريكا الشمالية وأوقيانوسيا.

## الوجهات
تشغل الخطوط الجوية الصينية حاليًا أكثر من 1400 رحلة أسبوعية (بما في ذلك رحلات الشحن الخالصة) إلى 118 مطارًا في 115 مدينة في 4 قارات (باستثناء اتفاقية الرمز المشترك؛ تشير الأقواس إلى الوجهات المستقبلية). اليابان هي الوجهة الأكثر أهمية للناقل، مع أكثر من 180 رحلة أسبوعية من نقاط متعددة في تايوان إلى 14 وجهة يابانية.
لطالما كان توسع وجود شركة الخطوط الجوية الصينية الدولية مقيدًا بالوضع السياسي في تايوان. لم تكون هناك رحلات إلى بر الصين الرئيسي حتى عام 2003، عندما أصبحت رحلة 585 من مطار تايبيه سونغشان إلى مطار شانغهاي بودنغ الدولي أول شركة طيران تايوانية تهبط بشكل قانوني في بر الصين الرئيسي وأول شركة طيران تطير بشكل قانوني بين المنطقتين بعد انشقاقهما خلال الحرب الأهلية. قامت شركة النقل بتشغيل رحلات طيران عرضية عبر المضيق لبضع سنوات أخرى حتى عام 2008، عندما بدأت الرحلات الجوية المنتظمة. سمحت اتفاقية خدمة جوية جديدة في عام 2009 للخطوط الجوية الصينية ببدء رحلات مجدولة بانتظام إلى البر الرئيسي. منذ ذلك الحين، أصبحت الصين ثاني أكبر سوق للخطوط الجوية الصينية، مع أكثر من 130 رحلة إلى 33 وجهة.

### اتفاقيات الرمز المشترك
لدى الخطوط الجوية الصينية اتفاقية الرمز المشترك مع الشركات التالية:
- طيران أوروبا[13]
- الخطوط الجوية الفرنسية[14]
- طيران بانكوك
- الخطوط الجوية البريطانية
- خطوط شرق الصين الجوية
- خطوط جنوب الصين الجوية
- الخطوط الجوية التشيكية
- خطوط دلتا الجوية
- غارودا إندونيسيا
- خطوط هاواي الجوية
- الخطوط الجوية اليابانية
- الخطوط الجوية الملكية الهولندية
- كوريا للطيران
- الخطوط الجوية الماليزية[15]
- الخطوط الجوية الفلبينية
- كانتاس[16]
- خطوط رويال بروناي الجوية[17]
- خطوط شانغهاي الجوية
- الخطوط الجوية الفيتنامية
- ويست جت إيرلاينز  [لغات أخرى]‏
- خطوط زيامن الجوية

## الأسطول الحالي
تشغل الخطوط الجوية الصينية الطائرات التالية اعتبارًا من 31 ديسمبر 2022:
| الطائرة                  | في الخدمة | مطلوبة | الركاب       | الركاب            | الركاب     | الركاب     | الركاب     | ملاحظات                                                              |
| الطائرة                  | في الخدمة | مطلوبة | رجال الأعمال | السياحية المتميزة | S          | السياحية   | المجموع    | ملاحظات                                                              |
| ------------------------ | --------- | ------ | ------------ | ----------------- | ---------- | ---------- | ---------- | -------------------------------------------------------------------- |
| عائلة إيرباص إيه 320 نيو | 10        | 15     | 12           | —                 | —          | 168        | 180        | ستحل محل إيرباص إيه 330 وبوينغ 737 الجيل القادم.                     |
| إيرباص إيه 330           | 20        | —      | 36           | —                 | —          | 277        | 313        | ستسحب جميع الطائرات في 2025 وستستبدل بإيرباص إيه 320 نيو وبوينغ 787. |
| إيرباص إيه 330           | 20        | —      | 30           | —                 | —          | 277        | 307        | ستسحب جميع الطائرات في 2025 وستستبدل بإيرباص إيه 320 نيو وبوينغ 787. |
| إيرباص إيه 350           | 14        | —      | 32           | 31                | 36         | 207        | 306        |                                                                      |
| بوينغ 737 الجيل القادم   | 12        | —      | 8            | —                 | —          | 150        | 158        | ستسحب جميع الطائرات في 2025 وستستبدل بإيرباص إيه 320 نيو.            |
| بوينغ 737 الجيل القادم   | 12        | —      | 8            | —                 | —          | 153        | 161        | ستسحب جميع الطائرات في 2025 وستستبدل بإيرباص إيه 320 نيو.            |
| بوينغ 777                | 10        | —      | 40           | 62                | 30         | 226        | 358        |                                                                      |
| بوينغ 787                | —         | 16     | يعلن لاحقًا   | يعلن لاحقًا        | يعلن لاحقًا | يعلن لاحقًا | يعلن لاحقًا | تبدأ عمليات التسليم من عام 2025. ستحل محل إيرباص إيه 330.            |
| أسطول الشحن              |           |        |              |                   |            |            |            |                                                                      |
| بوينغ 747-400            | 17        | —      | شحن          | شحن               | شحن        | شحن        | شحن        |                                                                      |
| بوينغ 777                | 5         | 5      | شحن          | شحن               | شحن        | شحن        | شحن        | [ 23 ] [ 24 ] [ 25 ]                                                 |
| المجموع                  | 88        | 36     |              |                   |            |            |            |                                                                      |

## وصلات خارجية
- الموقع الرسمي للشركة (بالإنجليزية)
- تفاصيل أسطول الخطوط الجوية الصينية (بالإنجليزية)